# Цистозейра бородата
Цистозейра бородата (Cystoseira barbata) — вид багаторічних бурих водоростей (Phaeophyceae) з роду цистозейра (Cystoseira). 

## Опис
Характерною рисою цистозейри бородатої є сильно розгалужений талом висотою до 1 м, який стоїть у товщі води. Центральна частина товста, близько 0,5 см в діаметрі, буро-зеленого кольору, кріпиться до підводних скель. за зовнішнім виглядом у воді нагадує корали, але м'які на дотик.

## Поширення
Поширена південно-західним узбережжям Чорного моря, переважно на скелястих мілинах, таких як район Ласпі, на мисі Айя.